# NGC 4830
NGC 4830 ist eine 12,0 mag helle Elliptische Galaxie vom Hubble-Typ E/SB0 im Sternbild Jungfrau an der Ekliptik. Sie ist schätzungsweise 144 Mio. Lichtjahre von der Milchstraße entfernt und hat einen Durchmesser von etwa 95.000 Lj.
Das Objekt wurde am 26. Mai 1880 von Ernst Wilhelm Leberecht Tempel entdeckt.